# Capulidae
Los capúlidos (Capulidae) son una familia del orden Littorinimorpha. Es la única familia de la superfamilia Capuloidea.

## Taxonomía
Se compone de los siguientes géneros:
- Ariadnaria
- Capulus
- Cerithioderma
- Ciliatotropis
- Discotrichoconcha
- Hyalorisia
- Icuncula
- Lippistes
- Neoiphinoe
- Separatista
- Torellia
- Trichamathina
- Trichotropis
- Turritropis
- Zelippistes